# West Worthing Challenger
Il West Worthing Challenger è stato un torneo professionistico di tennis giocato su campi in terra rossa. Faceva parte dell'ATP Challenger Series. L'unica edizione si è disputata a West Worthing in Gran Bretagna.

## Albo d'oro

### Singolare
| Anno | Campione    | Finalista      | Punteggio     |
| ---- | ----------- | -------------- | ------------- |
| 1981 | John Feaver | Jonathan Smith | 4–6, 7–5, 6–3 |

### Doppio
| Anno | Campioni                    | Finalisti                          | Punteggio |
| ---- | --------------------------- | ---------------------------------- | --------- |
| 1981 | Chris Johnstone Chris Lewis | Rory Chappell Schalk Van Der Merwe | 6–2, 6–3  |